# Copa América de Béisbol 2008
La Copa América de béisbol 2008 fue la décima edición del máximo torneo de selecciones de béisbol, que se disputó en Venezuela entre el 25 de septiembre y 6 de octubre de 2008. El torneo fue organizado por la Federación Venezolana de Béisbol, y asimismo es avalado por la Confederación Panamericana de Béisbol.
La Copa América de Béisbol 2008 sirvió a los equipos como preparación para el Clásico Mundial de Béisbol 2009, y otorgó cinco plazas para la Copa Mundial de Béisbol de 2009.

## Países participantes
Para la décima edición de la Copa América de Béisbol, hubo diez países participantes. Cuba, declinó su participación al estar automáticamente clasificada a la Copa Mundial de Béisbol de 2009. Estados Unidos y Canadá al haber participado en los Juegos Olímpicos de Pekín 2008, se encuentran también clasificadas a la Copa Mundial de Béisbol de 2009.
- Grupo A: Venezuela, Nicaragua, Colombia, Antillas Neerlandesas y México.
- Grupo B: Puerto Rico, Brasil, Aruba, Guatemala y Panamá.

## Primera fase
Los 4 primeros equipos de cada grupo se clasifican a la fase final.

### Grupo A
| Equipo                | PJ | G | P | CF | CC | PCT% | PV |
| --------------------- | -- | - | - | -- | -- | ---- | -- |
| Nicaragua             | 4  | 3 | 1 | 13 | 9  | .750 | -  |
| Antillas Neerlandesas | 4  | 3 | 1 | 17 | 8  | .750 | -  |
| Venezuela             | 4  | 2 | 2 | 9  | 14 | .500 | 1  |
| Panamá                | 4  | 2 | 2 | 9  | 10 | .500 | 1  |
| Colombia              | 4  | 0 | 4 | 3  | 10 | .000 | 3  |

- Partidos en el Estadio Enzo Hernández de El Tigre

| Día     | Local                 | Visitante             | Marcador |
| ------- | --------------------- | --------------------- | -------- |
| 26-9-08 | Venezuela             | Antillas Neerlandesas | 5-6      |
| 26-9-08 | Panamá                | Colombia              | 2-1      |
| 27-9-08 | Venezuela             | Colombia              | -        |
| 27-9-08 | Antillas Neerlandesas | Nicaragua             | -        |
| 28-9-08 | Venezuela             | Nicaragua             | 1-7      |
| 28-9-08 | Antillas Neerlandesas | Panamá                | 5-0      |
| 28-9-08 | Antillas Neerlandesas | Nicaragua             | 1-2      |
| 29-9-08 | Panamá                | Nicaragua             | 7-4      |
| 29-9-08 | Antillas Neerlandesas | Colombia              | 5-1      |
| 30-9-08 | Venezuela             | Colombia              | 3-1      |
| 30-9-08 | Venezuela             | Panamá                | 6-3      |
| 30-9-08 | Nicaragua             | Colombia              | 4-1      |

### Grupo B
| Equipo      | PJ | G | P | CF | CC | PCT%  | PV |
| ----------- | -- | - | - | -- | -- | ----- | -- |
| Puerto Rico | 4  | 4 | 0 | 9  | 3  | 1.000 | -  |
| México      | 4  | 3 | 1 | 15 | 5  | .750  | 1  |
| Brasil      | 4  | 2 | 2 | 12 | 23 | .500  | 2  |
| Aruba       | 4  | 1 | 3 | 15 | 8  | .250  | 3  |
| Guatemala   | 4  | 0 | 4 | 13 | 24 | .000  | 4  |

- Partidos en el Estadio La Ceiba de San Félix

| Día     | Local       | Visitante   | Marcador |
| ------- | ----------- | ----------- | -------- |
| 26-9-08 | Brasil      | Guatemala   | 7-5      |
| 26-9-08 | Puerto Rico | México      | 2-1      |
| 27-9-08 | Brasil      | México      | 2-12     |
| 27-9-08 | Puerto Rico | Aruba       | -        |
| 28-9-08 | Guatemala   | Aruba       | 7-15     |
| 28-9-08 | Brasil      | Puerto Rico | 3-6      |
| 28-9-08 | Puerto Rico | Aruba       | 1-0      |
| 29-9-08 | Guatemala   | México      | 1-2      |
| 30-9-08 | Aruba       | Brasil      | 3-6      |
| 30-9-08 | Puerto Rico | Guatemala   | 8-0      |
| 30-9-08 | México      | Aruba       | 15-0     |

## Fase final
Los 5 primeros equipos se clasifican para la Copa Mundial de Béisbol de 2009.
| Equipo                | PJ | G | P | CF | CC | PCT% | PV |
| --------------------- | -- | - | - | -- | -- | ---- | -- |
| Puerto Rico           | 8  | 7 | 1 | 48 | 17 | .875 | -  |
| Nicaragua             | 8  | 6 | 2 | 37 | 17 | .750 | 1  |
| México                | 8  | 6 | 2 | 51 | 20 | .750 | 1  |
| Antillas Neerlandesas | 8  | 5 | 3 | 40 | 38 | .625 | 2  |
| Venezuela             | 8  | 5 | 3 | 40 | 25 | .625 | 2  |
| Panamá                | 8  | 4 | 4 | 38 | 32 | .500 | 3  |
| Brasil                | 8  | 2 | 6 | 20 | 41 | .250 | 5  |
| Aruba                 | 8  | 1 | 7 | 25 | 79 | .125 | 6  |

- Partidos en el Estadio Enzo Hernández de El Tigre

| Día     | Local       | Visitante   | Marcador |
| ------- | ----------- | ----------- | -------- |
| 2-10-08 | México      | Venezuela   | 4-1      |
| 2-10-08 | Puerto Rico | Panamá      | 9-4      |
| 3-10-08 | Panamá      | México      | 5-6      |
| 3-10-08 | Venezuela   | Puerto Rico | 5-4      |
| 4-10-08 | Brasil      | Panamá      | 1-6      |
| 4-10-08 | Aruba       | Venezuela   | 0-14     |
| 5-10-08 | Panamá      | Aruba       | 11-0     |
| 5-10-08 | Venezuela   | Brasil      | 5-0      |

- Partidos en el Estadio Alfonso Chico Carrasquel de Puerto La Cruz

| Día     | Local                 | Visitante             | Marcador |
| ------- | --------------------- | --------------------- | -------- |
| 2-10-08 | Brasil                | Antillas Neerlandesas | 1-2      |
| 2-10-08 | Aruba                 | Nicaragua             | 2-15     |
| 3-10-08 | Nicaragua             | Brasil                | 2-0      |
| 3-10-08 | Antillas Neerlandesas | Aruba                 | 10-5     |
| 4-10-08 | México                | Nicaragua             | 1-2      |
| 4-10-08 | Puerto Rico           | Antillas Neerlandesas | 14-4     |
| 5-10-08 | Antillas Neerlandesas | México                | 7-10     |
| 5-10-08 | Nicaragua             | Puerto Rico           | 1-4      |

 Puerto Rico

Campeón

## Posiciones Finales
| Pos | Equipo                |
| --- | --------------------- |
|     | Puerto Rico           |
|     | Nicaragua             |
|     | México                |
| 4°  | Antillas Neerlandesas |
| 5°  | Venezuela             |
| 6°  | Panamá                |
| 7°  | Brasil                |
| 8°  | Aruba                 |
| 9°  | Colombia              |
| 10° | Guatemala             |